# 팔달교
팔달교(八達橋)는 대한민국의 대구광역시 서구 비산동과 북구 팔달동을 잇는 금호강의 다리이다. 주변에는 북서쪽에 대구북부화물터미널과 칠곡(강북)아파트단지가 많이 조성되었고, 남동쪽에 비산염색단지, 대구제3공업단지, 서대구고속버스터미널 등이 있다.

## 접속하는 도로
- 국도 제4호선, 국도 제5호선, 국도 제25호선 (칠곡중앙대로)